# Nationaal Museum van Wereldculturen
El Nationaal Museum van Wereldculturen (en español: Museo Nacional de las Culturas del Mundo) es un museo nacional de etnografía que reúne los cuatro principales sitios neerlandeses.

## Organización
El Nationaal Museum van Wereldculturen reúne las colecciones y actividades de cuatro estructuras:
- el Tropenmuseum de Ámsterdam;
- el Afrika Museum en Berg en Dal;
- el Museo de Etnología de Leiden;
- el Wereldmuseum de Róterdam desde el 1 de mayo de 2017.[3][4]

## Colecciones y actividades
Las colecciones conservadas en las cuatro instituciones museísticas incluyen muchas piezas de todas las regiones del mundo, entre ellas 31 451 objetos de[Oceanía, 423 705 de Asia, 65 823 de África, 20 275 de Europa, 17 545 de la región del Ártico, 20 045 de América del Norte, 19 671 de América Central, 8809 de la región del Caribe y 39 422 de América del Sur.